# Нарис
Нарис (Naris) е легендарен вожд на тракийското племе бисалти, известен от разказ на Харон, цитиран от Атеней.
Според разказа като дете Нарис е продаден в робство в древногръцкия полис Кардия. Там става бръснар и в бръснарницата често слуша разговори между клиентите си за предсказание, че бисалтите ще нападнат Кардия. Когато по-късно избягва от робство, той повежда бисалтите срещу града. Знаейки, че кардийците са научили конете си да танцуват под звуците на флейта, Нарис се сдобива с кардийска флейтистка, която обучава много бисалти да свирят на флейта. По време на сражението те са в първите редици и след заповед от вожда си, засвирват мелодиите, известни на кардийските коне, а те, изправяйки се на задните си крака, започват да танцуват. Така кардийците, чиято сила била конницата, са победени.